# Потапівка (зупинний пункт)
Потапівка (біл. Патапаўка) — пасажирський залізничний зупинний пункт Гомельського відділення Білоруської залізниці  на електрифікованій лінії Гомель — Жлобин між станцією Буда-Кошельовська та зупинним пунктом Качанове. Розташований за 1,5 км на північний схід від села Потапівка Буда-Кошельовського району Гомельської області.